# Bötjersche Scheune
Die Bötjersche Scheune im alten Ortskern gegenüber dem Rathaus in der niedersächsischen Gemeinde Worpswede, Bauernreihe 3a, stammt vom  19. Jahrhundert. Seit 2012 wird das Gebäude als Veranstaltungs- und Ausstellungsort genutzt.
Das Gebäude steht unter Denkmalschutz.

## Geschichte und Beschreibung
Worpswede im Teufelsmoor wurde 1218 erstmals als Besitz des Klosters Osterholz erwähnt.

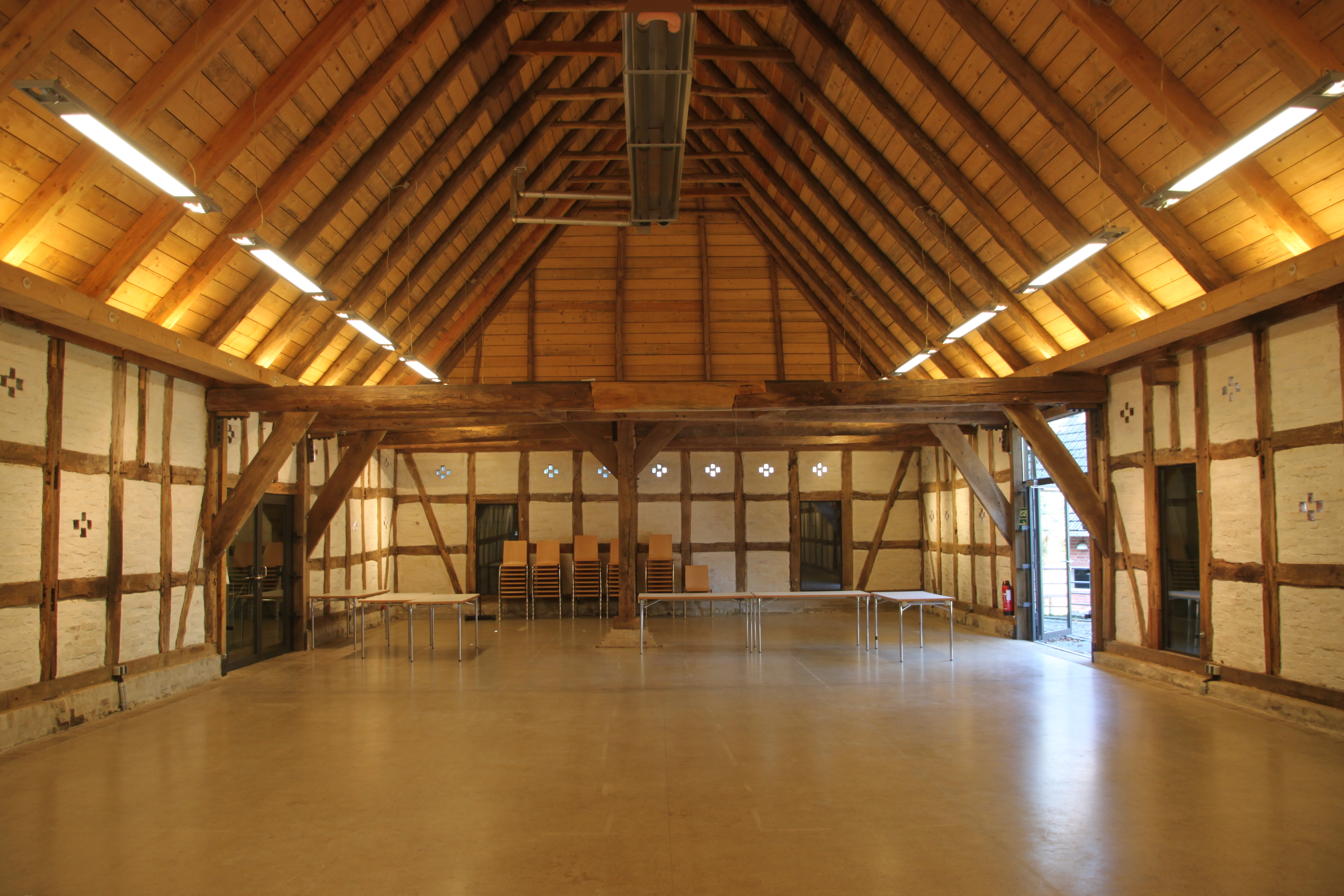
Innen

Die eingeschossige giebelständige große Scheune wurde 1841 (Inschrift) für den Bauern Johann Bötjer gebaut in Raster-Fachwerk mit Steinausfachungen, ziegelgedecktem Walmdach und mit zwei Querdurchfahrten. Die Scheune gehörte zu einer Hofanlage. Sie wurde durch die Stiftung Worpswede von 2008 bis Oktober 2012 unter Bauleitung von Landschaftsarchitekt Hartmut Kreikenbaum saniert und als 270 m² großer Versammlungssaal umgebaut. Hinter einer aus Hölzern gestalteten Wand mit Reliefcharakter ist heute eine auf Festlichkeiten abgestimmte Küchenzeile. Die gute Akustik erlaubt Konzerte, Künstlerfeste, Maskenbälle, Märkte, Tanzveranstaltungen und Theater mit bis zu 200 Personen.
Das Landesdenkmalamt befand u. a.: „… eine typische große Scheune …“